# Arki
Arki är en stad i Solandistriktet i delstaten Himachal Pradesh i norra Indien. Folkmängden uppgick till 3 040 invånare vid folkräkningen 2011. Staden är bland annat känt för sitt fort som byggdes i slutet av 1700-talet då Arki var huvudstad i regionen. I stadens närhet finns också flera grottor och grottempel.

## Geografi och klimat
Staden ligger på hög höjd och temperaturen under sommaren ligger därför ofta mellan 26 °C – 32 °C. På vintrarna är temperaturen normalt 4 °C – 8 °C. Regnet är måttligt och infaller mestadels i juli och augusti.